# 濠畔街清真寺
濠畔街清真寺，或稱濠畔寺，是广东省广州市的一間清真寺，其位於越秀区天成路濠畔街387号，为广州市的一个市、县级文物保护单位，类型为古建筑，公布时间为1993年8月。

## 歷史
寺院始建于明成化年间，事由明太祖平鎮局面，派駐近千名回軍入廣州築新城，開挖南城濠，為派駐回族軍眷作禮拜而興建。清康熙四十五年（1706年）寺院有過重建。
民国16年(1927年)，穆斯林学者在寺院创办回文大学，用以培养阿訇接班人。大学出版過伊斯兰教期刊《天方学理月刊》，重版《清真指南》等著名刊物，作为经堂教育主要课程，对海外内伊斯兰教宣传有着深远影响。 
1952年後，曾先後部分用作回族安老所和少數民族生產工廠。
1964年起，成為廣州市回滿族工廠。
1973年起，除大殿外，南北兩邊走廊及看月樓，被工廠改建為五層混凝土廠房。
1993年3月，廣州市人民政府辦公廳出面，與廣州市輕工局、廣州市伊斯蘭教協會雙方協調，回滿族工廠改建廠房首層定於9月復還清真寺，改建廠房其他樓層延至1999年尾由協會收回。

## 建築
濠畔寺大殿坐西向东，面阔5间18.8米，进深5间19.6米。屋頂為重檐歇山顶，碌灰筒瓦面，屋面呈缓曲线降坡。 
殿身构架精巧，驼峰、替木、梁彷出头做工细致，后金柱之间设卷草纹金木雕飞罩；两侧山墙青砖批灰扫白，各开拱券门3個，均为6抹头菱形花心隔扇。 